# ESET
ESET（英語：ESET, spol. s r.o.），是一家電腦安全軟體公司，始创於1992年，由兩家私有公司合併而成，總部位於斯洛伐克布拉迪斯拉發，最知名的產品為NOD32防毒軟體。

## 歷史
2010年12月，ESET宣布理查德·馬爾科被任命為CEO，米蘭馬薩里克為首席財務官，帕沃爾·盧卡擔任CTO，尤拉伊Malcho為首席研究官。

## 時間軸
- 1987：推出NOD防毒軟件的第一個版本。
- 2008：ESET研發中心在波蘭成立。
- 2012：ESET研究與發展中心在加拿大蒙特利爾成立。

## 產品
ESET家用電腦防毒軟體產品列表如下：

### 單機及多用戶
Windows：
- ESET Smart Security Premium
- ESET Internet Security
- ESET NOD32 Antivirus
- ESET Security Ultimate

Mac：
- ESET CyberSecurity Pro
- ESET CyberSecurity

Linux：
- ESET NOD32 Antivirus 4 for Linux Desktop 桌上電腦版本

行動裝置：
- ESET Mobile Security for Android
- ESET Mobile Security for Windows Mobile
- ESET Mobile Security for Symbian

### 簡介
ESET是少數有為旗下產品推出32位元和64位元版本的電腦保安公司。亦是其中一家率先為旗下產品推行「統一授權機制」（Unilicense）的公司，目前一份使用許可同時用於三個操作系統而毋須分別購買。

## 關連項目
- ESET NOD32

## 外部連結
- ESET.com（页面存档备份，存于）（英文）